# Snøde
Snøde – miasto w Danii, w regionie Dania Południowa, w gminie Langeland.